# Roques de Liancourt
Les roques de Liancourt són un grup d'illots situats a la mar del Japó, en litigi entre Corea del Sud -que l'administra des del 1954- i el Japó -que en reclama la sobirania-. Per als sud-coreans i els japonesos, es coneixen com a Dokdo (독도) i Takeshima (竹島/たけしま), respectivament. En l'actualitat, l'arxipèlag es troba habitat per un pescador sud-coreà, Kim Sung-do (김성도), a més de 37 oficials de la policia nacional de Corea del Sud (독도경비대/獨島警備隊). No obstant això, el Japó en reclama la sobirania.
D'una banda, Corea del Sud les classifica com a part del comtat d'Ulleung, a la província de Gyeongsangbuk-do, mentre que Japó les classifica com a part de la ciutat d'Okinoshima, al districte d'Oki, a la prefectura de Shimane.
En 1849, un balener francès de Le Havre, Le Liancourt, va anomenar els illots Roques de Liancourt. Els russos les van anomenar Roques de Manalai i Olivutsa el 1854, i els anglesos Roques Hornet el 1855.
Les Roques de Liancourt, encara que sigui pràcticament inhabitables, són importants per diverses raons. Econòmicament, es creu que a la seva zona econòmica exclusiva podria haver-hi jaciments de gas natural. Militarment, les illes li serveixen de base militar al govern sud-coreà.
Mentre que el govern japonès afirma que aquesta illa era considerada com un territori propi del Japó des del període Edo, tant Corea del Nord com Corea del Sud defensen que les Roques de Liancourt pertanyen al regno coreà de Silla des del 512 d.C, segons Samguk Sagi, (Cròniques dels Tres Regnes). Després de dècades d'aparent silenci i tranquil·litat entre ambdues nacions, la disputa va tornar a polemitzar-se entre finals del 2005 i començaments del 2006. El 14 de juliol de 2008, el govern sud-coreà va decidir de retirar al seu ambaixador al Japó, després de la reafirmació de sobirania sobre les illes per part de Tòquio.

## Història

### Dokdo als arxius coreans

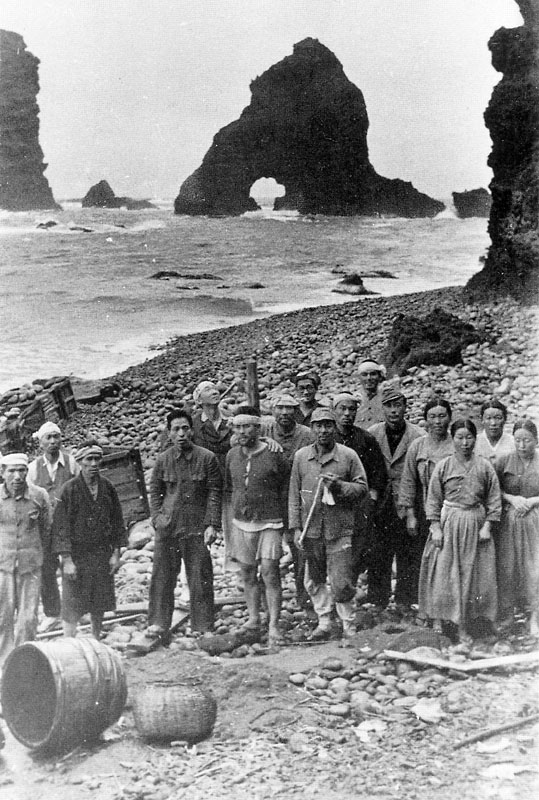
Pescadors a les Roques de Liancourt el 1935 durant l'Ocupació japonesa de Corea.

Segons Samguk Sagi, (Cròniques dels Tres Regnes), les Roques de Liancourt han format part del territori coreà des de l'any 512 (el tretzè any del regnat de Jijeung, de Silla), quan Silla va absorbir la comarca d'Usanguk. Aquest fet queda registrat dues vegades en aquestes cròniques i també en la biografia de Yi Sabu. Usanguk incloïa Ulleungdo i Usando (coneguda com a Matsushima al Japó abans del 1880) quan va ser absorbida per Silla, una mica registrat en diversos textos antics, com a Sejong sillok jiriji (世宗實錄地理志, (Apèndix geogràfic de la Crònica del Rei Sejong), publicat el 1481), que descriu:
| « | "les illes Usan (Dokdo) i Mureung (Ulleungdo) són tan properes que se'n pot albirar una des de l'altra en dies clars." | » |

A Sinjeung dongguk yeoji seungnam (新增東國輿 地勝覽, (Nova edició ampliada de la geografia de Corea) del 1530, publicada el 1531) i a Man-gi yoram (萬機要覽, (Llibre dels deu mil assumptes d'estat), de 1808), i Jeungbo munheon bigo (增補文獻備考, (Edició revisada de la compilació augmentada de documents de referència sobre Corea), de 1908). La denominació Usen per referir-se a Dokdo es va utilitzar fins a principis del segle xx.
Després de la invasió d'Ulleungdo per part del Japó, amb un destacat nombre de víctimes, el Rei Taejong de la Dinastia Joseon (1392-1910) va ordenar que els residents d'aquesta illa fossin portats a la península el 1417, per la política d'“illes buides”, que va prohibir que la gent habités les illes a causa de la preocupació per la seva seguretat. Aquesta política de “illes buides” per Ulleungdo va ser derogada en 1883 quan el Rei Gojong va posar en marxa una política d'assentaments i va permetre que els residents tornessin a l'illa.

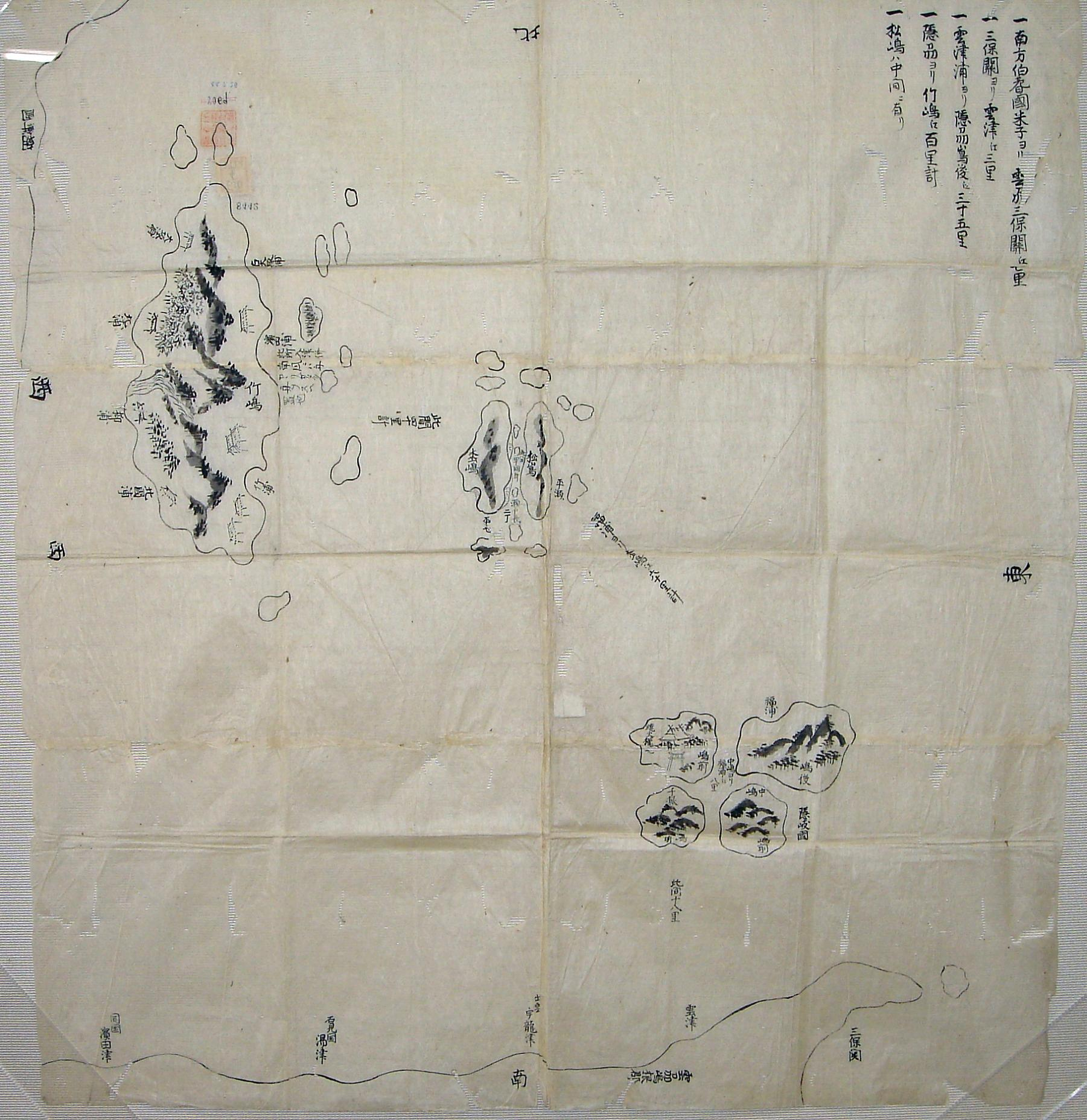
Un mapa japonès que data del 1724, amb les illes Oki a la part inferior dreta, les Roques de Liancourt al centre, i Ulleungdo a l'esquerra

Segons el govern japonès, el primer text japonès que fa esment de les Roques de Liancourt és Onsubusbicbogoki (Registre de les observacions a Onsbu). No obstant això, segons aquest text, les Roques de Liancourt (denominades Matsushima al Japó en aquesta època) i Ulleungdo (denominada Takeshima) formaven part del territori de Goryeo, i el límit nord-oest del Japó estava clarament situat a les illes Oki, la qual cosa confirma que Dokdo/Takeshima i Ulleungdo eren part del territori coreà.
Durant l'era Tokugawa, el Japó va reconèixer i va respectar el fet que Ulleungdo fos part del territori de Joseon. Com a exemple es pot citar el fet que el famós erudit japonès Hayashi Shihei (1738-1793) va fer dos mapes: “Mapa dels tres països veïns” (Sangoku setsuchizu) i “Mapa de l'imperi del Japó” (Nihontaigokuchizu), en els quals identificava les fronteres nacionals i territoris amb diferents colors per a cada país: groc per Joseon i verd per al Japó. Va situar Ulleungdo i Dokdo/Takeshima en la seva situació correcta i no només les va pintar de groc, sinó que va escriure “pertanyent a Joseon” al costat de les illes, reconeixent-les així com territori de Joseon.
El 1876, el Departament de l'Interior del govern Meiji del Japó va ordenar a cada prefectura que dibuixés un mapa del seu territori per a una recerca geogràfica nacional i per a l'elaboració d'un mapa. En aquesta època, el governador de la prefectura de Shimane va preguntar al Departament de l'Interior si Takeshima (Ulleungdo) havia de ser inclosa al mapa de la seva prefectura i a la recerca geogràfica. Després de més de cinc mesos investigant els documents relacionats amb Ulleungdo, així com els que s'havien intercanviat el Japó i Joseon a les darreries del {{segle|XVII}}, el Departament de l''Interior japonès va concloure que Ulleungdo era territori de Joseon i per això "no era assumpte del Japó".

### Reivindicacions japoneses
El 1905, els japonesos preparen la colonització de Corea prenent control de les illes Dokdo, que rebategen Takeshima 竹島, és a dir «illes bambú» en japonès. Pierre Jaillard, membre del Consell Nacional Francès de la Informació Geogràfica, en un article de la Comissió Nacional de Toponímia, exposa:
| « | "...Cap bambú creix sobre aqueixes roques àrides, però la planta, difícil de desarrelar un cop ha conquerit el territori, podria simbolitzar l'expansió esdevenidora de l'Imperi del Sol naixent." | » |

 La prefectura de Shimane és la que es fa amb el territori uns mesos abans de la invasió militar de Corea, amb la finalitat que l'annexió no sigui considerada com un acte bèl·lic d'una nació cap a l'altra.
Després de la Segona Guerra Mundial i l'administració de les colònies japoneses pels Aliats, s'institueixen una sèrie d'instruments internacionals per a la regulació, com la Conferència del Caire i el Tractat de Pau entre els Aliats i el Japó. Els aliats se centren en la determinació de les fronteres del Japó alhora que retornen definitivament tots els territoris envaïts per aquest, les Roques de Liancourt incloses, a Corea.
La independència de Corea va ser inicialment promesa per les tres grans potències, els Estats Units, Regne Unit i Xina en la Conferència del Caire del 27 de novembre de 1943.
La Declaració de Potsdam del 26 de juny del 1945 aprova la Conferència del Caire manifestant d'aquesta manera que «els termes de la declaració del Caire seran respectats i la sobirania japonesa serà limitada a les illes de Honshū, Hokkaido, Kyūshū, Shikoku i altres petites illes que nosaltres designarem». L'acceptació expressa per la part del Japó de la Declaració de Potsdam per un acte de submissió signat el 2 de setembre del 1945 legalitza aquestes dues declaracions.
Les directives del Comandant Suprem dels Aliats (SCAP), titulades «Memoràndum concernent a les separacions governamentals i administratives de certes zones del Japó» (SCAPIN N. 677), datades del 29 de gener del 1946, han estat enviades al govern japonès aplicant l'acta de submissió. El territori japonès ha estat efectivament delimitat a les quatre illes principals de l'arxipèlag i a alguns milers de petites illes properes. Les illes d'Ulleungdo i Quelpart (Jeju) han estat explícitament excloses del territori japonès i restituïdes a Corea.
En 1951, segons l'article 2 del Tractat de San Francisco signat amb el Japó, aquest últim reconeix i renúncia a tots els drets, títols i reivindicacions sobre Corea. Aquesta renúncia inclou Quelpart, l'illa Dagelet (Ulleungdo) i Port Hamilton (Geomundo). Les roques de Liancourt figuraven en les primeres versions del Tractat, però els Estats Units canvie de parer atribuint les Roques al Japó (un aliat segur en aquesta regió amb el risc de bascular al comunisme) en les versions de finals del 1949. Aquest canvi final d'opinió a l'últim moment no s'esmentarà tenint en compte l'espinós assumpte, amb la finalitat d'evitar plets posteriors i posar en perill la totalitat del tractat.
És fixant-se en l'omissió de les Roques de Liancourt al Tractat de Pau que el Japó basa la seva reivindicació sobre la sobirania de l'illa, argumentant que aquest tractat representa l'establiment definitiu del seu territori, i l'afegeix a la ciutat d'Okinoshima, prefectura de Shimane, a les illes de l'arxipèlag de les Illes Oki. No obstant això, una altra interpretació d'aquest article seria que les illes esmentades al tractat no són més que exemples i no una llista exhaustiva, tenint en compte el gran nombre d'illes que envolten la península coreana. Els casos més difícils que involucren a la Xina i a Corea s'han eludit, ambdós absents a l'hora de signar i compromesos en altres fronts, car Corea es trobava en plena guerra civil. No existeix cap decisió que invalidi el document SCAPIN N. 677 en els altres instruments de la postguerra.
Poc després del final de la Guerra de Corea, el president sud-coreà Rhee a l'hora de delimitar el territori declara el 18 de gener de 1952 la sobirania del seu país sobre la part corresponent a Corea del Sud de la mar del Japó que inclou l'arxipèlag; i el 1954, prenent control administratiu sobre les illes instal·lant un contingent permanent de guarda costes el 1954.

### Reivindicacions més actuals

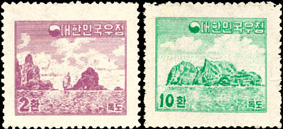
Segells sud-coreans del 1954 representant les illes Dokdo.

Des de l'arribada al poder de Junichiro Koizumi, les reivindicacions japoneses sobre les Roques de Liancourt s'han fet més notables. El 2005, el Japó decideix instaurar una festivitat, el "dia de Takeshima" mentre que els nous llibres de text japonesos s'alineen amb el govern afirmant la sobirania japonesa sobre les Roques de Liancourt.

D'altra banda, per als coreans, les Roques de Liancourt són el símbol de la seva independència del Japó. En efecte, les Roques de Liancourt van ser el primer territori coreà annexionat per l'Imperi Japonès el 1905, tal com observa James Brook:
| « | Una gran part del còlera de Corea del Sud ve del coneixement del fet que, el 1905, les Roques de Liancourt van ser la primera parcel·la de territori coreà colonitzat pel Japó. En cinc anys, el Japó havia colonitzat completament la península coreana. Les Roques de Liancourt «són el primer territori coreà perdut a profit del Japó quan Corea va ser privada de la seva sobirania », va declarar el Consell de seguretat nacional de seguretat coreana. « No és simplement una qüestió de territori, sinó ni més ni menys que una negació de la història de l'alliberament nacional i una justificació de l'agressió. » | » |

Fora del símbol polític, les illes representen també d'ara endavant un assumpte econòmic i comercial d'envergadura, font de litigis quant a la delimitació de les zones econòmiques exclusives, determinants per a la pesca i l'exploració submarina: van ser pescats dotze milions de tones de peixos el 1985, abans dels acords del 1998 i el 2002 entre els dos països per limitar la pesca.
Corea del Nord considera per la seva banda que les illes pertanyen a la Nació coreana i parla d'una reivindicació pirata i anacrònica per part del Japó.
Després d'haver classificat les Roques de Liancourt com a territori sense sobirania, el govern dels Estats Units reconeix des del 31 de juliol del 2008 la sobirania sud-coreana sobre les illes Dokdo.
El 2012, la visita del president sud-coreà a les illes, Lee Myung-bak, va provocar la trucada a consultes de l'ambaixador sud-coreà a Tòquio, per expressar-li el descontentament japonès per la vulneració de l'statu quo.

## Toponímia
El nom coreà Dokdo, escrit 독도 en Hangul i 獨島 en Hanja, significa «illa solitària» (amb el nom genèric do, 島 «illa»).
El nom japonès Takeshima s'escriu en Kanji 竹島, que significa «illa de bambú» (amb el nom genèric shima, 島 « illa»). El nom específic japonès Take pot venir del japonès Take, 竹 « bambú», o d'una transcripció fonètica del coreà Dok-, pronunciat a la japonesa, o bé d'un terme mitjà entre ambdós. El japonès reconeix la pronunciació coreana de la [d] com a [t], ja que el seu alfabet hiragana forma la [d] afegint dakuten («punts») a la [t].
El nom occidental de «roques de Liancourt» fa referència al balener francès Le Liancourt, el qual, partint de L'Havre, «va descobrir» l'arxipèlag el 27 de gener del 1849.
La forma «Roques de Liancourt» és la més freqüent i propera a l'origen de la denominació. De vegades es pot trobar un variant sense preposició: «roques Liancourt» que en francès s'explica per un canvi de referència (possiblement exportada a altres idiomes) del balener al seu propi epònim: el filantrop François Alexandre Frédéric de la Rochefoucauld, duc de Liancourt (1747–1827).

## Geografia
Els illots estan dividits en dos grups: l'Illeta est (en coreà: 동도/東島 Dongdo; en japonès: 女島 Onnajima): de 0,0733 quilòmetres quadrats (7,33 hectàrees) i l'Illeta oest (en coreà: 서도/西島 Seodo; en japonès: 男島 Otokojima): de 0,08864 quilòmetres quadrats (8,86 hectàrees). El seu punt més alt és un lloc sense nom de l'Illeta oest de 169 metres d'altura. En total, hi ha prop de 90 illots i esculls. Aquestes roques volcàniques es van formar en l'era Cenozoica, concretament entre 4,6 i 2 milions d'anys enrere. Un total de 37 d'aquests illots són reconeguts com a terres fixes.

## Ecologia
Els illots són roques volcàniques, amb únicament una fina capa de terra i molsa. S'han trobat habitant les Roques de Liancourt al voltant de 49 espècies de plantes, 107 espècies d'aus, i 93 espècies d'insectes, a més de la flora i fauna marina, que té 160 tipus d'algues i 368 espècies identificades d'invertebrats, respectivament. Encara que diàriament es troben entre 1100 i 1200 litres d'aigua dolça, s'han instal·lat plantes de dessalinització per al consum humà, ja que l'aigua dolça existent sofreix de contaminació per guano. Des de principis dels 70, s'han plantat arbres i alguns tipus de flors. Segons estudis històrics, hi havia arbres als illots, que suposadament van desaparèixer a causa de la desforestació i els bombardejos sobre les Roques de Liancourt. Una recent recerca identifica deu evònims, de 120 anys. La llei internacional requereix la presència d'arbres en aquests illots per poder ser reconeguts com a illes naturals en lloc d'esculls.
Les Roques de Liancourt constitueixen una important reserva natural, notablement per a aus migratòries. L'arxipèlag està protegit com a «monument natural» per la legislació sud-coreana des del 1982.

## Demografia
A més dels dos ciutadans coreans de residència permanent l'accés a l'arxipèlag es troba relativament restringit i, en vigilància les 24 hores per oficials de la policia nacional sud-coreana. La restricció al seu accés ha anat disminuint gradualment amb l'emergent activitat turística patrocinada per la mateixa província de Gyeongsang del Nord tant als seus principals illots com al territori marí confrontant.

## Mapa

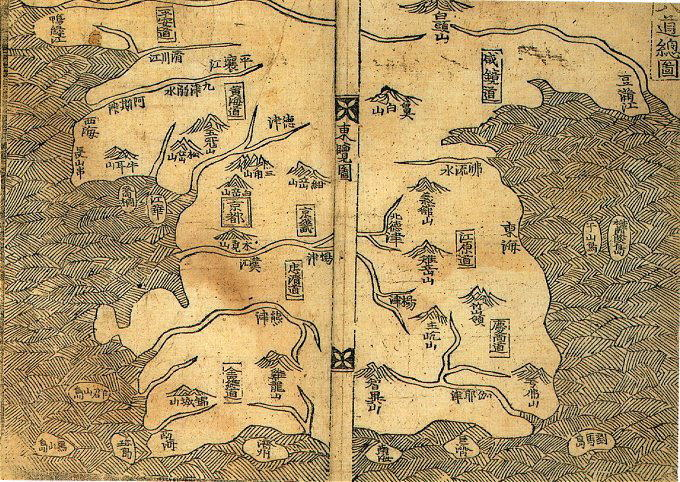
Dokdo (Usen, 于山) que es va elaborar a l'oest d'Ulleungdo (鬱陵島). (1530, Corea)
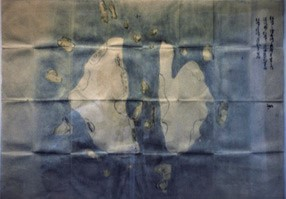
El mapa més antic de Liancourt. (1656, Japó)
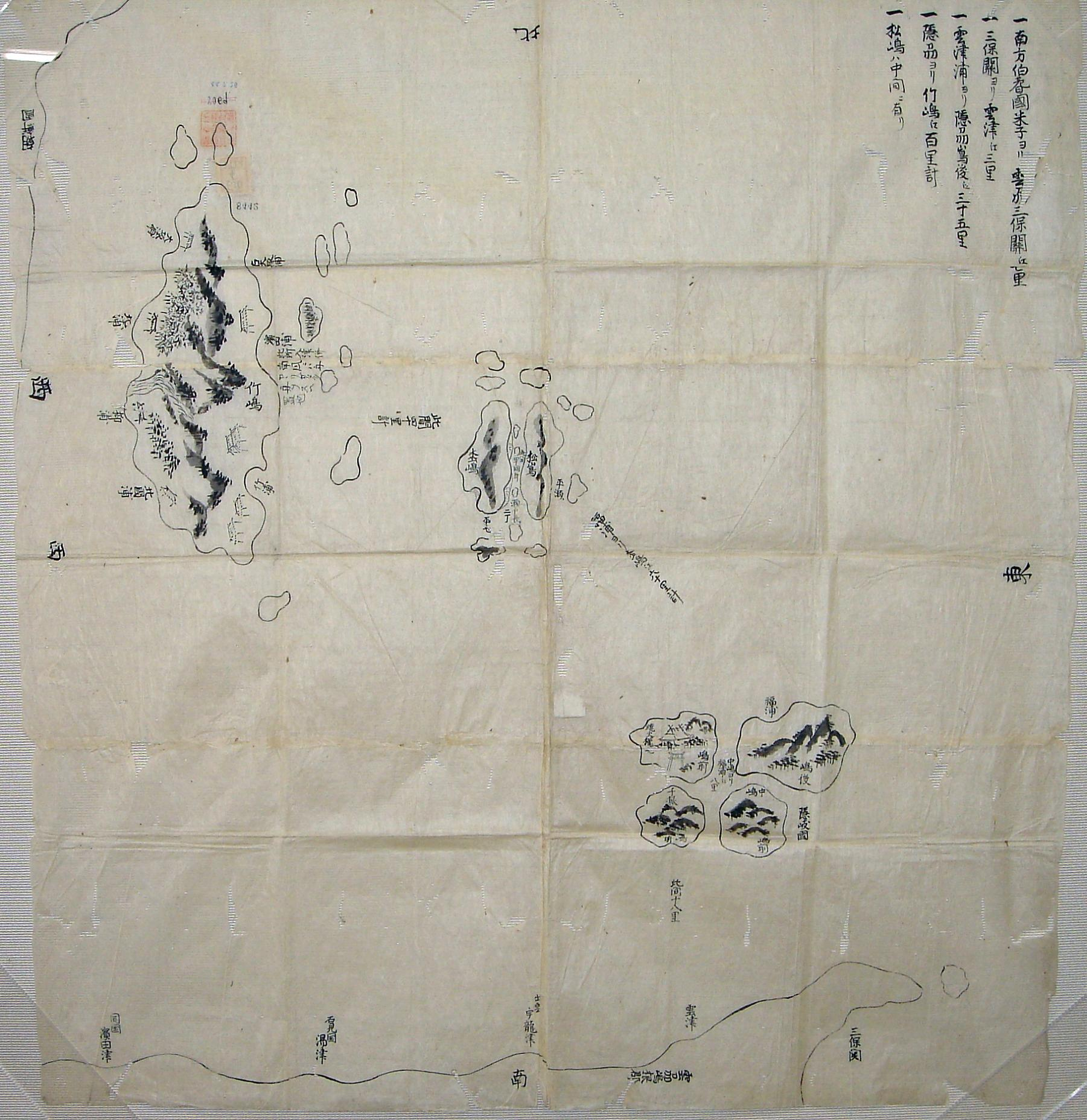
Illes Oki en la part inferior dreta, Liancourt al centre i Ulleungdo a l'esquerra. (1724, Japó)
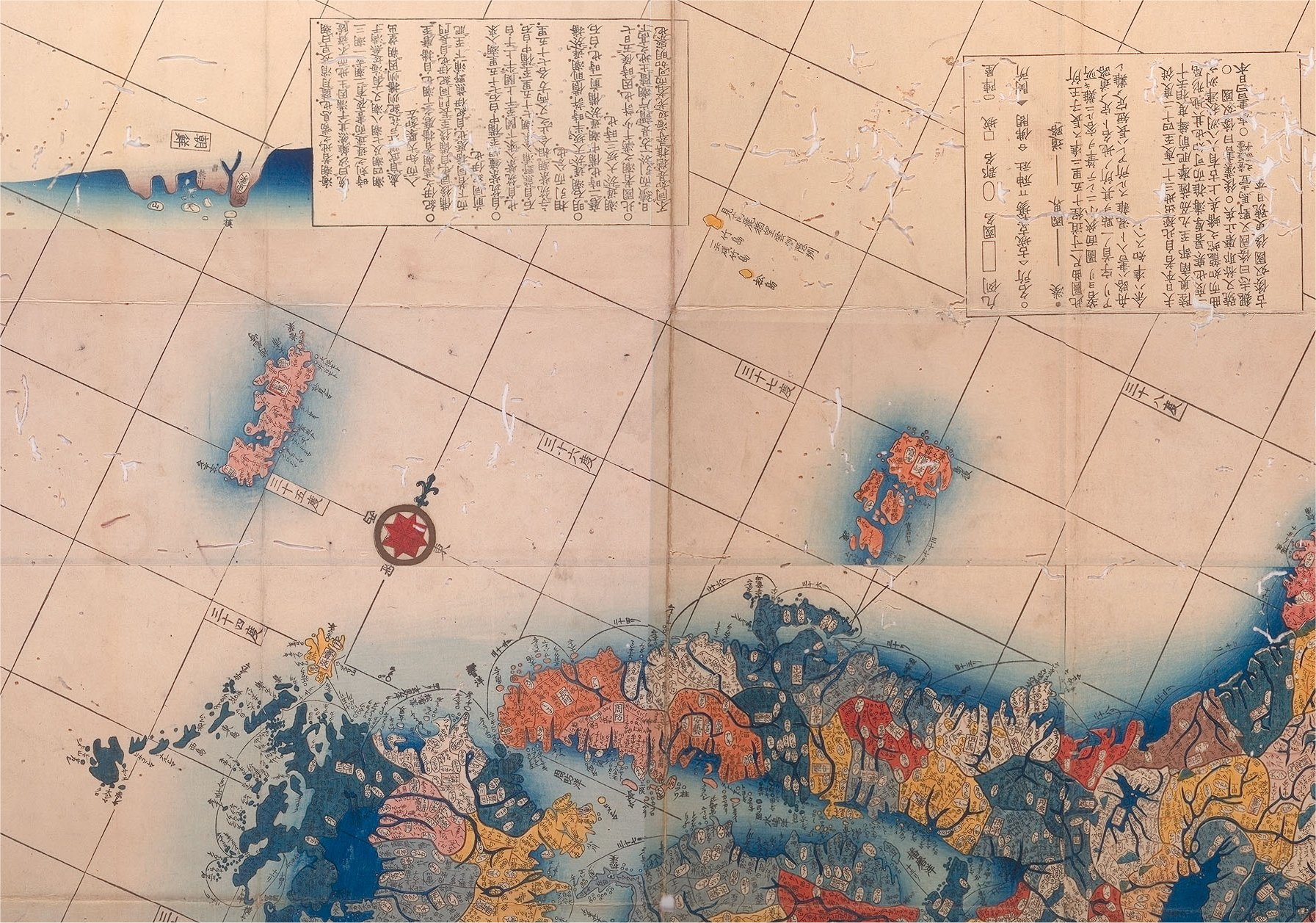
El mapa de Liancourt (松嶋) i d'Ulleungdo (竹嶋) es dibuixen al mapa que s'han dibuixat les línies de longitud i paral·lela.
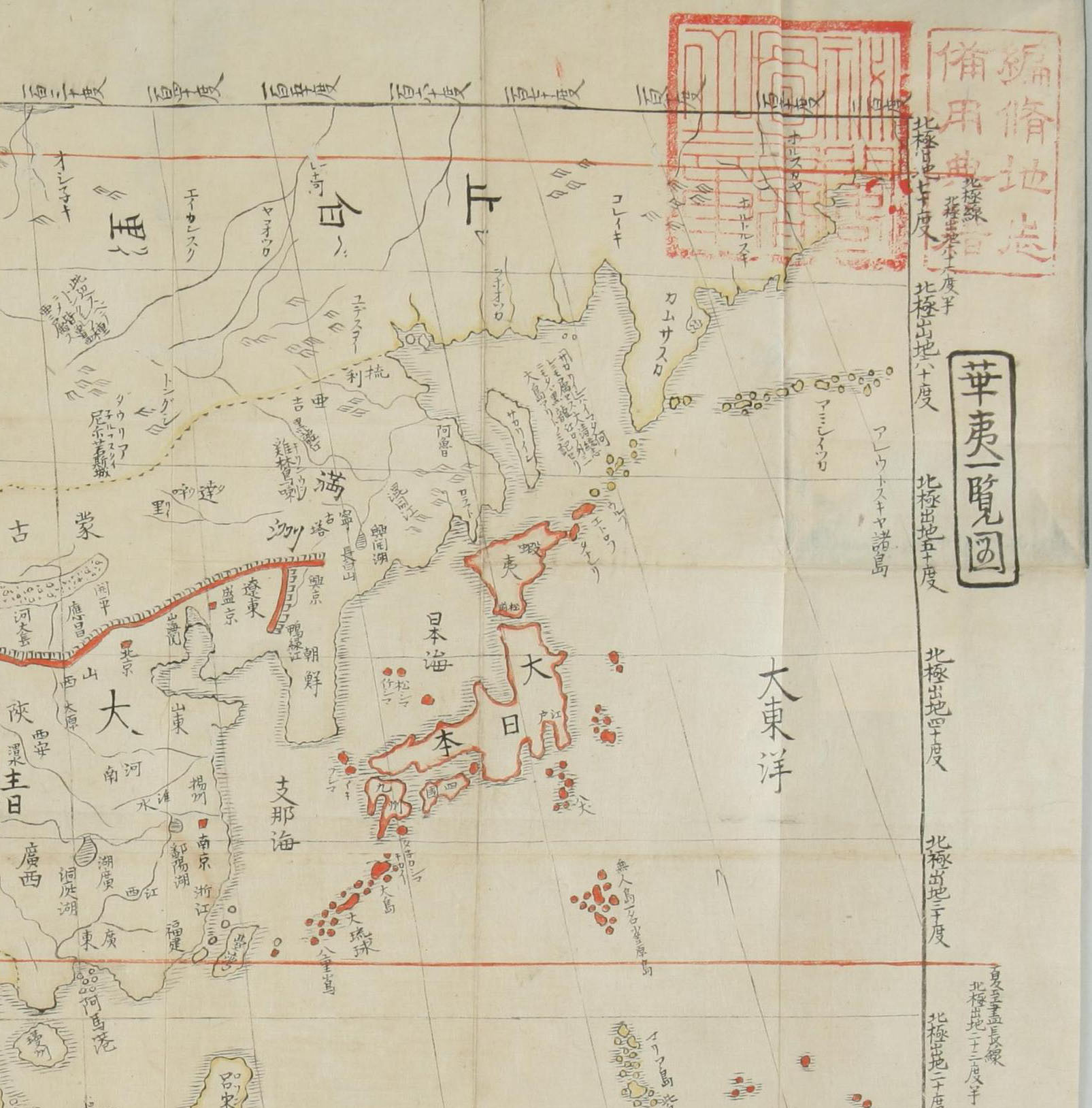
Es va considerar que les Roques de Liancourt (松シマ) pertanyien al domini del Japó. (1790, Japó)
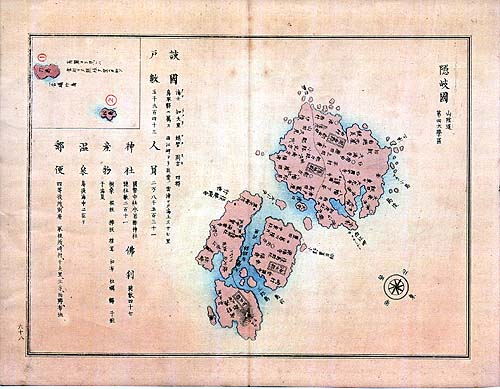
Les roques de Liancourt s'han dibuixat com una illa diferent de l'illa d'Oki. (1875, Japó)
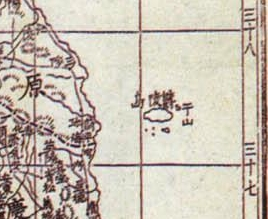
Dokdo (Usen) va ser dibuixada just al costat d'Ulleungdo. (1899, Corea)